# ؞

علامة تعانق الوقف ثلاث نقاط

علامة النقط الثلاث (؞) تستعمل في للإشارة إلى تعانق الوقف، وفي بعض اللغات الإفريقية المرسومة بالعربية للدلالة على ما تدل عليه نقط النهاية.